# 中国农业发展银行北京市通州区支行
39°55′00″N 116°38′59″E / 39.91679°N 116.64979°E
中国农业发展银行北京市通州区支行是中国农业发展银行北京分行下属的一家支行，位于北京市通州区新华北路55号，成立于1997年3月。